# Breiapfelbaum

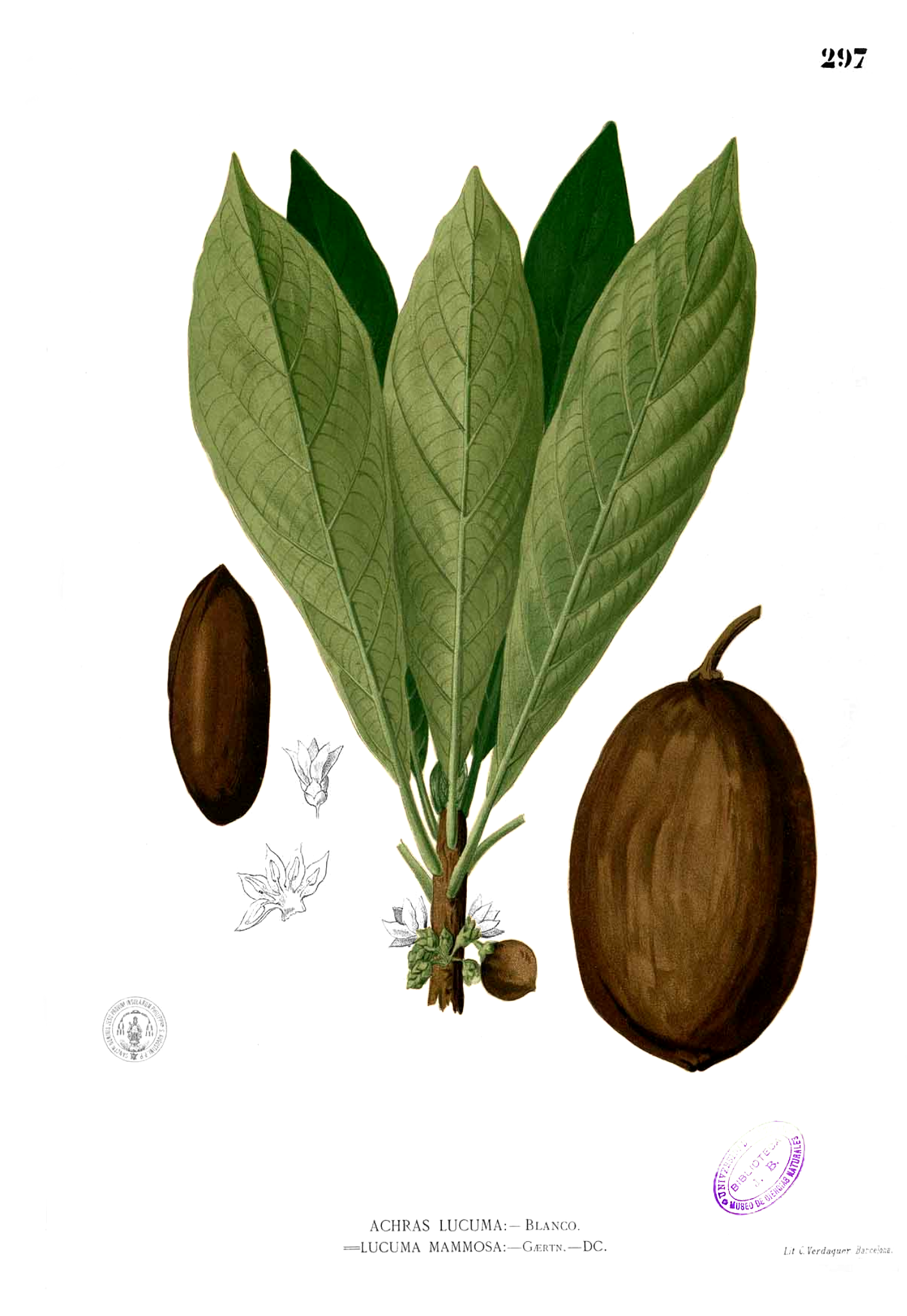
Illustration: Blüten, einfache Laubblätter und Frucht

Der Breiapfelbaum (Manilkara zapota), auch Sapote, Chicozapote, Sicte, Kaugummibaum oder Sapotillbaum genannt, ist eine Pflanzenart aus der Familie der Sapotengewächse (Sapotaceae). Diese Art ist wirtschaftlich von Bedeutung, da ihr Milchsaft für die Gewinnung von Naturgummi genutzt wird. Der Chicle genannte Rohstoff wird unter anderem zur Herstellung von Kaugummi verwendet. Auch die Sapodilla genannten Früchte sind von Bedeutung, sie werden als Obst gegessen.

## Beschreibung

### Vegetative Merkmale
Der Breiapfelbaum ist ein langsam wachsender, langlebiger, immergrüner Baum, der Wuchshöhen von meist 12 bis 18 m, selten aber auch bis zu 40 m und Stammdurchmesser von 2 bis 3,5 m erreicht. Die Borke ist gräulich, längsrissig und grob schuppig. Der Baum führt viel weißen Milchsaft. Die Wurzeln breiten sich knapp unter der Erdoberfläche aus, etwa 80 % der Wurzeln befinden sich in einer Tiefe von weniger als 75 cm. Etwa 66 % der von der Pflanze aufgenommenen Feuchtigkeit wird in diesem Bereich aufgenommen.
Die dekorativen, einfachen, glänzenden und ledrigen Laubblätter stehen wechselständig und spiralig in Gruppen an den Spitzen der Zweige. Die kurzen Blattstiele haben eine Länge von 0,8 bis 3 cm. Die elliptische bis lanzettliche oder verkehrt-eiförmige, -eilanzettliche Blattspreite weist eine Länge von 8 bis 18 cm und eine Breite von 3 bis 7 cm auf. Die Blätter sind ganzrandig und spitz bis zugespitzt oder abgerundet. Beide Blattseiten sind nahezu gleich gefärbt und zumindest im Alter unbehaart. Die Nervatur ist fein gefiedert, auf der Unterseite ist die Aderung aber erhaben und deutlich zu erkennen.

### Blüten

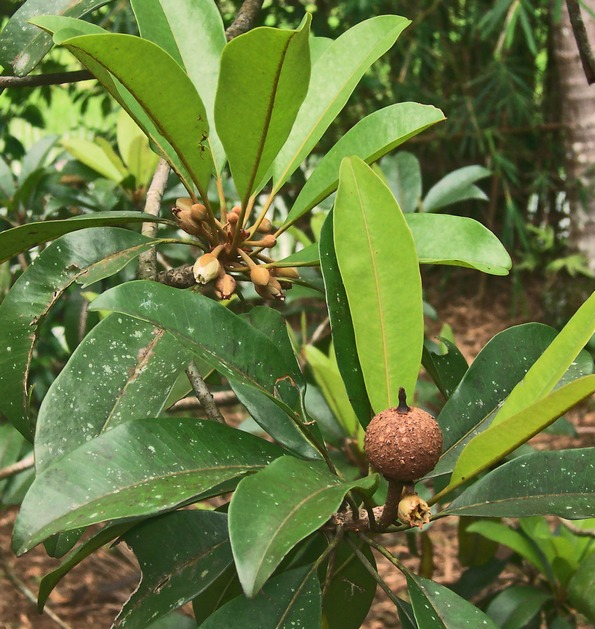
Blüten und junge Frucht eines Breiapfelbaums

Die Blüten stehen einzeln in den Blattachseln an 1,2 bis 2,5 cm langen Blütenstielen. Diese sind mit einer rötlichbraunen, filzigen Behaarung versehen, die sich im Alter etwas verliert. Die kleinen Blüten sind glockenförmig. Die sechs, in zwei Kreisen stehenden Kelchblätter sind 6 bis 10 mm lang, eiförmig oder gelegentlich länglich und feinfilzig behaart. Die äußeren Kelchblätter verlieren mit dem Alter einen Teil ihrer Behaarung, nur selten sind sie jedoch komplett unbehaart. Die Krone ist weiß, 6 bis 11 mm lang, wovon die krugförmige Kronröhre meist die Hälfte bis 2/3 ausmacht. Die aufrechten Kelchzipfel sind länglich bis eiförmig und 1,5 bis 3 mm breit, der Rand ist ganzrandig, unregelmäßig gezackt oder nur an der Spitze gezahnt. Rückseitige Anhängsel, wie sie in anderen Arten der Gattung auftreten, werden nicht ausgebildet. Die Staminodien oben an der Kronröhre sind kronblattartig, jedoch schmal eilanzettlich und 3 bis 4,5 mm lang, der Rand ist unregelmäßig gezackt. Die kurzen Staubblätter sind oben in der Kronröhre angeheftet und werden 2/3 bis 3/4 so lang wie die Staminodien. Der oberständige Fruchtknoten ist dicht seidig behaart; der 4,5 bis 8 mm lange, kegelförmige Griffel ist nur an der Basis behaart, die Narbe ist oftmals unregelmäßig gezähnt oder gelappt.

### Früchte und Samen

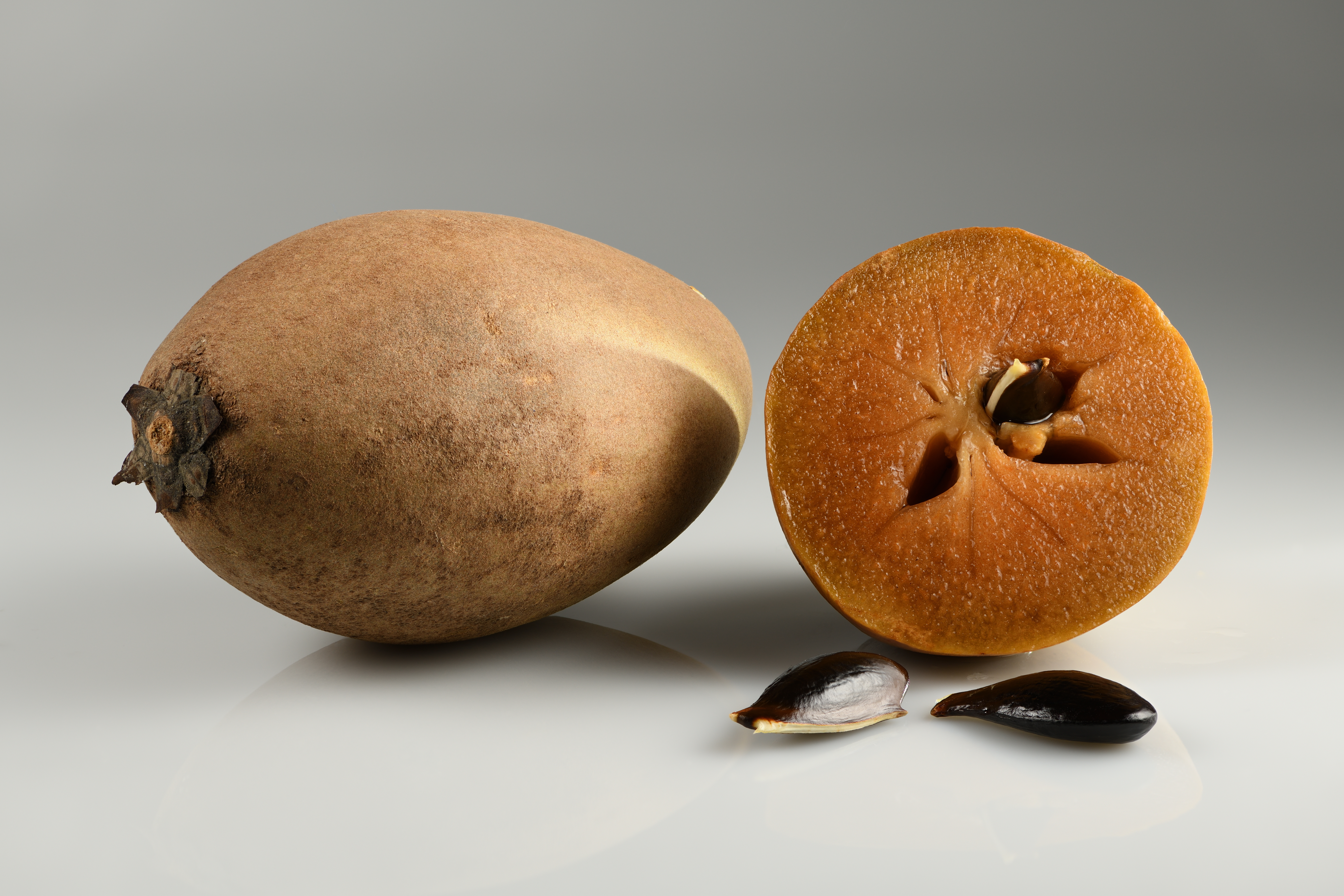
Früchte

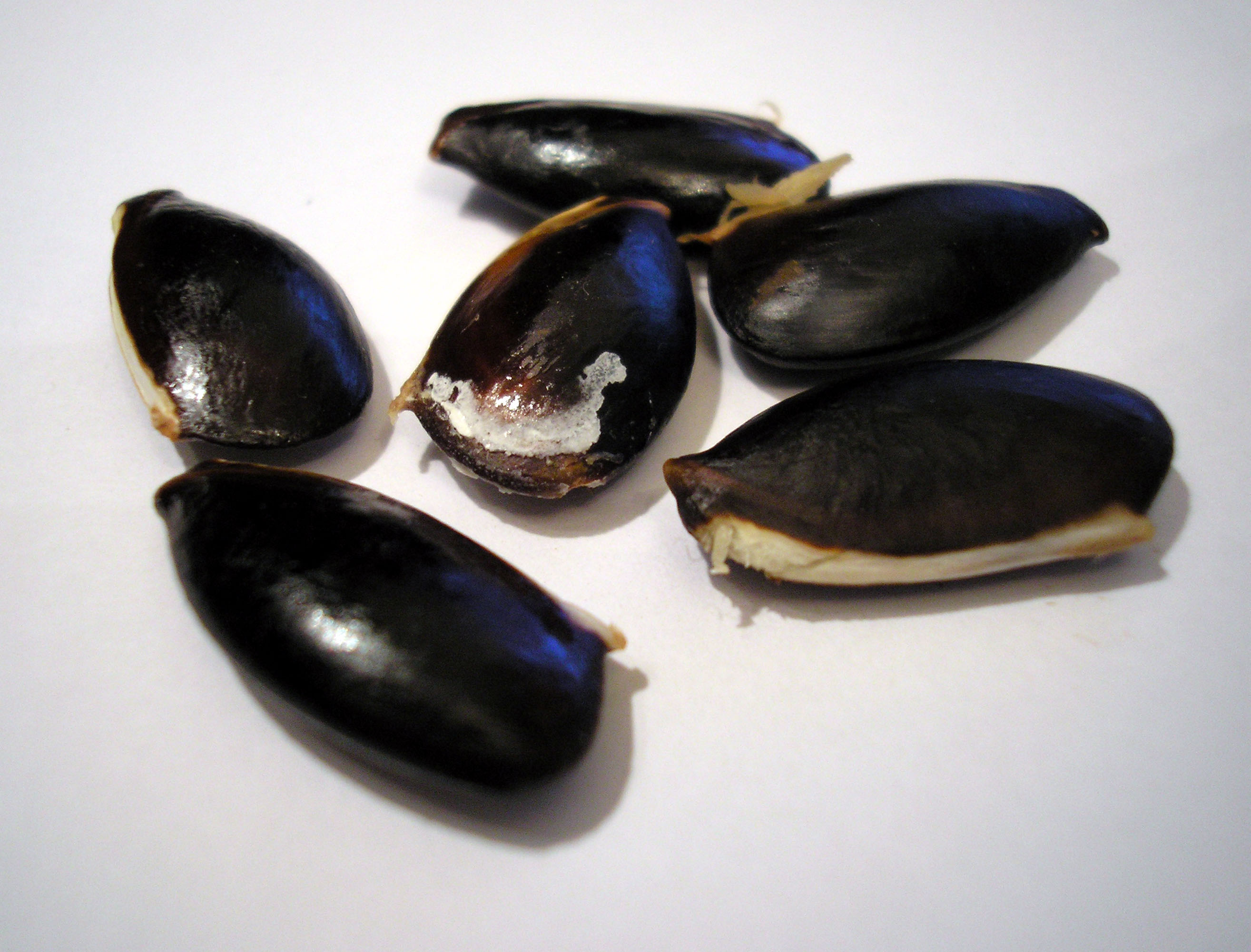
Samen des Breiapfelbaums

Nur ein geringer Teil der Blüten setzt Früchte an. Abhängig von der Sorte, dem Klima und den Bodenbedingungen kann die Fruchtreife zwischen vier und zehn Monate dauern. Die rauen, mehr oder weniger wärzlich-schorfigen und dünnschaligen Früchte (Beeren, Panzerbeeren) sind braun und elliptisch bis eiförmig oder nahezu kugelig geformt. Sie weisen einen Durchmesser von 5 bis zu 10 cm auf und haben unten manchmal noch Kelchreste. Das Fruchtfleisch ist weich, saftig, süß und gelblich, orange bis rötlich-braun gefärbt. Die Frucht ist manchmal ohne Samen, meist enthält sie drei bis zu zwölf Samen. Die harten, braunen bis schwarzen und glänzenden Samen weisen einen schmalen, weißen Rand (Hilum) auf, sind eingedrückt, flach und 16 bis 24 mm lang, die seitliche Einkerbung reicht von der Basis bis über die Mitte des Samens hinaus.

### Chromosomenzahl
Die Chromosomenzahl beträgt 2n = 24+1-3.

## Verbreitung
Als ursprüngliche Herkunft wird ausschließlich ein Gebiet von Mexiko bis Kolumbien vermutet. Diese Art ist heute von Mexiko und Süd-Florida über die Westindischen Inseln bis ins nördliche Südamerika verbreitet. Auch auf anderen Kontinenten ist sie in tropischen Regionen kultiviert weit verbreitet.
Ein kommerzieller Anbau der Bäume ist aus Indien, den Philippinen, Sri Lanka, Malaysia, Mexiko, Venezuela, Guatemala und einigen anderen mittelamerikanischen Ländern bekannt.

## Taxonomie
Der Breiapfelbaum wurde 1753 von Carl von Linné in Species Plantarum Band 2, Seite 1190 als Achras zapota erstbeschrieben. Die Art wurde 1953 von Pieter van Royen in Blumea; Tijdschrift voor de Systematiek en de Geografie der Planten Band 7 Seite 410 als Manilkara zapota (L.) P.Royen in die Gattung Manilkara gestellt. Synonyme sind Lucuma mammosa (L.) C.F.Gaertn. und Manilkara achras (Mill.) Fosberg.

## Verwendung

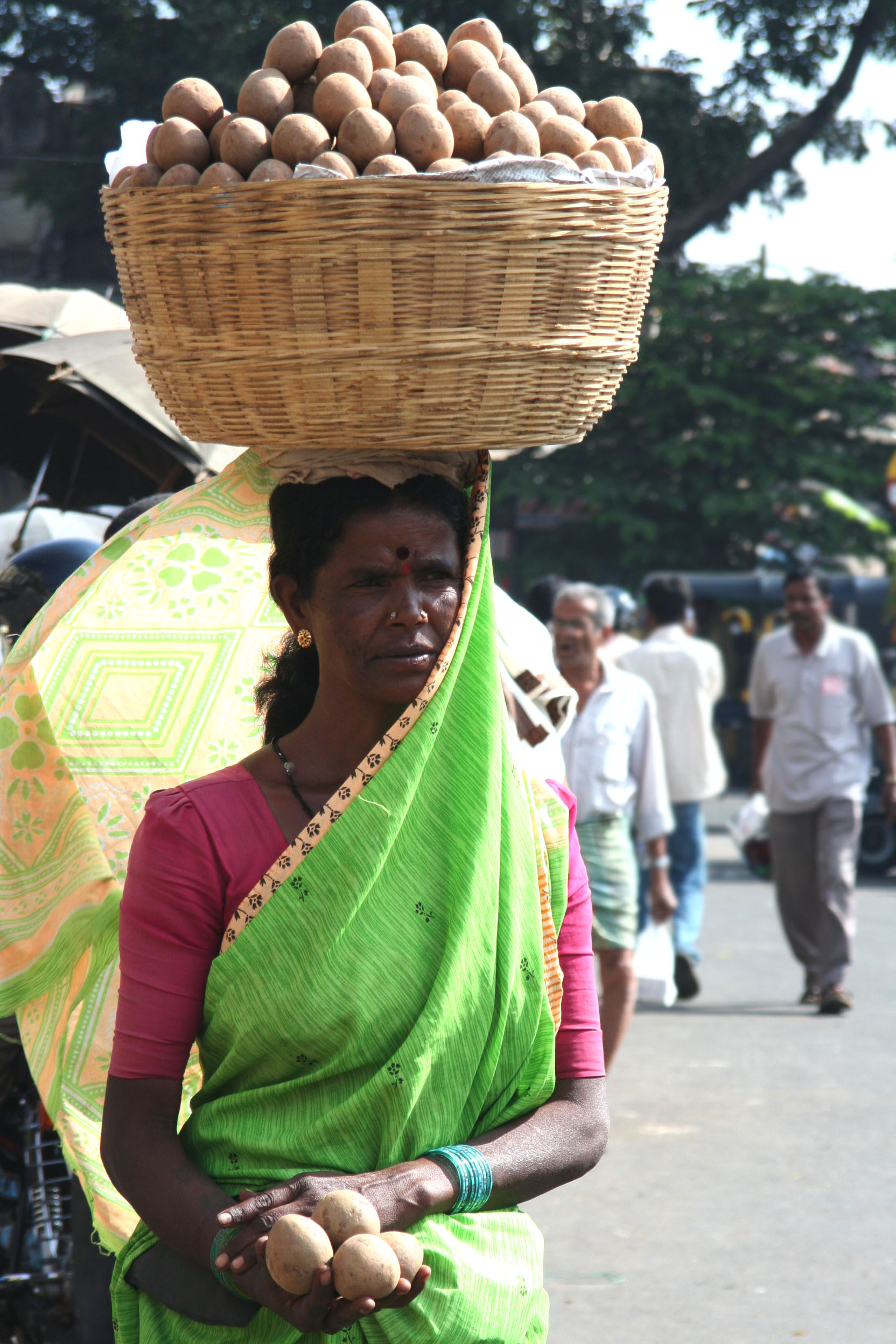
Sapodilla-Früchte auf dem Weg zum Markt

Der Milchsaft enthält etwa 20–40 % gummiartige, mit Oligosacchariden substituierte Xylan-Polymere.
Er wird als Basis für die Kaugummiherstellung verwendet. Zur Gewinnung dieses Chicle genannten Stoffes wird der Baum mit einer Reihe miteinander verbundener, halbkreisförmiger, zickzack-artiger Einschnitte versehen, aus denen der Milchsaft austritt. Um ein Absterben der Bäume zu verhindern, wird diese Prozedur nur alle zwei oder drei Jahre vorgenommen.
Die Sapodilla genannten Früchte werden von den Bewohnern der tropischen Gebiete Amerikas roh als Obst verzehrt. Da die Verwendung von Chicle in der Kaugummiproduktion zugunsten synthetischer Rohstoffe zurückgeht, wird die Pflanze heute hauptsächlich wegen ihrer Früchte kultiviert.

## Medizinische Studien
Die aus den Blättern von Manilkara zapota extrahierten Verbindungen zeigten antidiabetische, antioxidative und hypocholesterinämische Wirkungen.
Der Acetonextrakt der Samen hat antibakterielle Wirkungen, insbesondere gegen bestimmte Stämme der Spezies Pseudomonas oleovorans und Vibrio cholerae. Manilkara zaota enthält auch einen geringen Gehalt an Serin, welche unter anderem in Kaugummiproteinen enthalten ist.
Eine Studie analysierte die Wirkung des Fruchtextrakts auf die Aktivität von Kollagenase und Elastase, zwei Enzymen, die für den Abbau von Kollagen bzw. Elastin im Gewebe verantwortlich sind; die Ergebnisse zeigen, dass die Aktivität dieser Enzyme durch den Chicozapote-Extrakt gehemmt wird, was Auswirkungen auf die Behandlung einiger damit zusammenhängender Pathologien und die Vorbeugung der dermalen Lichtalterung haben kann.